# خاندان جیرو
خاندان جیرو
جیرو نام یکی از اقوام کرمانج شمال خراسان می باشد که به دسته جیرو نیز معروف است.
سکونتگاه اصلی این قوم شهر باجگیران کنونی از توابع شهرستان قوچان و زبان اصلی این قوم نیز کردی کرمانجی شمال خراسان می باشد.
برای مشاهده شجرنامه روی لینک های زیر کلیک کنید:
https://upload.wikimedia.org/wikipedia/commons/8/8a/%D8%B4%D8%AC%D8%B1%D9%87_%D9%86%D8%A7%D9%85%D9%87.png
https://commons.wikimedia.org/wiki/File:%D8%B4%D8%AC%D8%B1%D9%87_%D9%86%D8%A7%D9%85%D9%87_%D8%AE%D8%A7%D9%86%D8%AF%D8%A7%D9%86_%D8%AC%DB%8C%D8%B1%D9%88.pdf